# Thyridoplites fascipennis
Thyridoplites fascipennis là một loài tò vò trong họ Ichneumonidae.